# Влкана Стојанова
Влкана Стојанова Проданова (буг. Вълкана Стоянова Проданова; Љулин, 13. јул 1922 — Софија, 11. јануар 2009) била је бугарска народна певачица.

## Биографија
Влкана Стојанова је рођена у селу Љулин, у близини града Стралџа, на југоистоку Бугарске. Још као дете се заљубила у народне песме за што је заслужна њена мајка. 1936. године игром случаја је Влкана Стојанова закорачила у свет музике. На сабору на Спасовдан док је спремала по дворишту Влкана је певала. Том приликом ју је чуо Георги Лолов, брат популарног у том периоду кларинетисте Рамадана Лолова. Очаран њеним талентом Георги Лолов је разговарао с њеним оцем. Лолов предлаже да Влкана дође у Софију где ће снимити неке од песама. За пар месеци Влкана Стојанова је већ у студију музичке куће „Арфа“ и заједно са оркестром Рамадана Лолова снима своје прве песме. За музичке куће „Арфа“ и „Симованија“ Влкана Стојанова је снимила грамофонске плоче на којима је било преко 90 њених песама. Касније када је Филип Кутев основао национални ансамбл током 50-их година 20. века, она је постала једна од првих солисткиња ансамбла. На сцени Влкана Стојанова осваја публику лакоћом извођења и искреношћу. За љубитеље народне музике остао је непревазиђен рад народне певачице са кавалџијом Николом Ганчевим.
У свом репертоару има преко 500 песама. Међу неке од симболичних песме Влкана Стојанова су „Димитар кара гемија“, „Њагул на Милка думаше“, „Алтанл' Стојан војвода“, „Момчил си конче ковеше“, „Димо на Рада думаше“ и многи други. Влкана Стојанова је певала до 70. године свог живота. Своје знање и искуство несебично је пренела младим талентима у школи фолклорне уметности у Котелу и на Новом бугарском универзитету. У знак сећања на певачице од 1995. године се у Стралџи организује национални конкурс под насловом „Са песмама Влкане Стојанове“ захваљујући коме су откривени многи таленти. Неки од њих су већ постали популарни – Деси Слава, Нели Петкова и други.